# Bob Clotworthy
Bob Clotworthy (Robert Lynn Clotworthy) (Newark, New Jersey, 1931. május 8. – Salt Lake City, Utah, 2018. június 1.) olimpiai bajnok amerikai műugró.

## Pályafutása
Az 1952-es helsinki olimpián bronzérmes, az 1956-os melbourne-in pedig olimpiai bajnok lett műugrásban. Az 1955-ös mexikóvárosi pánamerikai játékokon egy ezüst- és egy bronzérmet szerzett.

## Sikerei, díjai
- Olimpiai játékok – műugrás
  - aranyérmes: 1956, Melbourne
  - bronzérmes: 1952, Helsinki
- Pánamerikai játékok
  - ezüstérmes: 1955 (műugrás)
  - bronzérmes: 1955 (toronyugrás)